# Třída Graudenz
Třída Graudenz byla třída lehkých křižníků Kaiserliche Marine. Skládala se ze dvou jednotek, přijatých do služby v letech 1914–1915. Oba křižníky bojovaly v první světové válce. Po jejím skončení byly v rámci reparací předány Francii a Itálii. Jejich námořnictva je provozovala do let 1936 a 1938.

## Stavba
V letech 1912–1915 byly postaveny dva křižníky této třídy. Do jejich stavby se zapojily loděnice AG Weser v Brémách a Kaiserliche Werft Kiel v Kielu.
Jednotky třídy Graudenz:
| Jméno      | Loděnice               | Založení kýlu | Spuštěna   | Vstup do služby | Status |
| ---------- | ---------------------- | ------------- | ---------- | --------------- | --- |
| Graudenz   | Kaiserliche Werft Kiel | 1912          | 25.10.1913 | 10.8.1914       | Vyřazen 1920. V rámci reparací připadl Itálii. Provozován jako Ancona. Sešrotován 1938.                                                                   |
| Regensburg | AG Weser               | 1912          | 25.4.1914  | 3.1.1915        | Vyřazen 1920. V rámci reparací připadl Francii. Provozován jako Strasbourg. Od roku 1936 plovoucí kasárna. Roku 1944 v Lorientu potopen vlastní posádkou. |

## Konstrukce

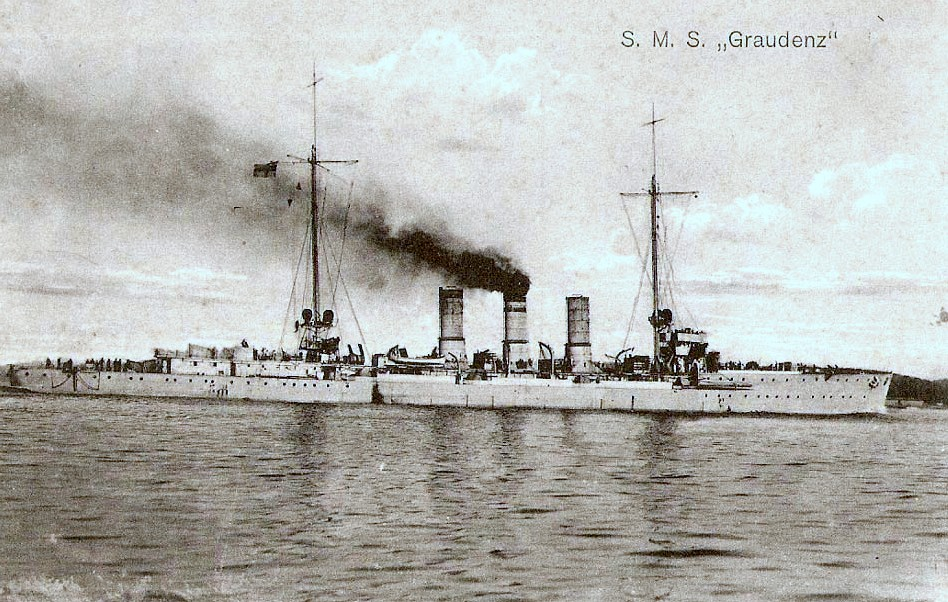
SMS Graudenz

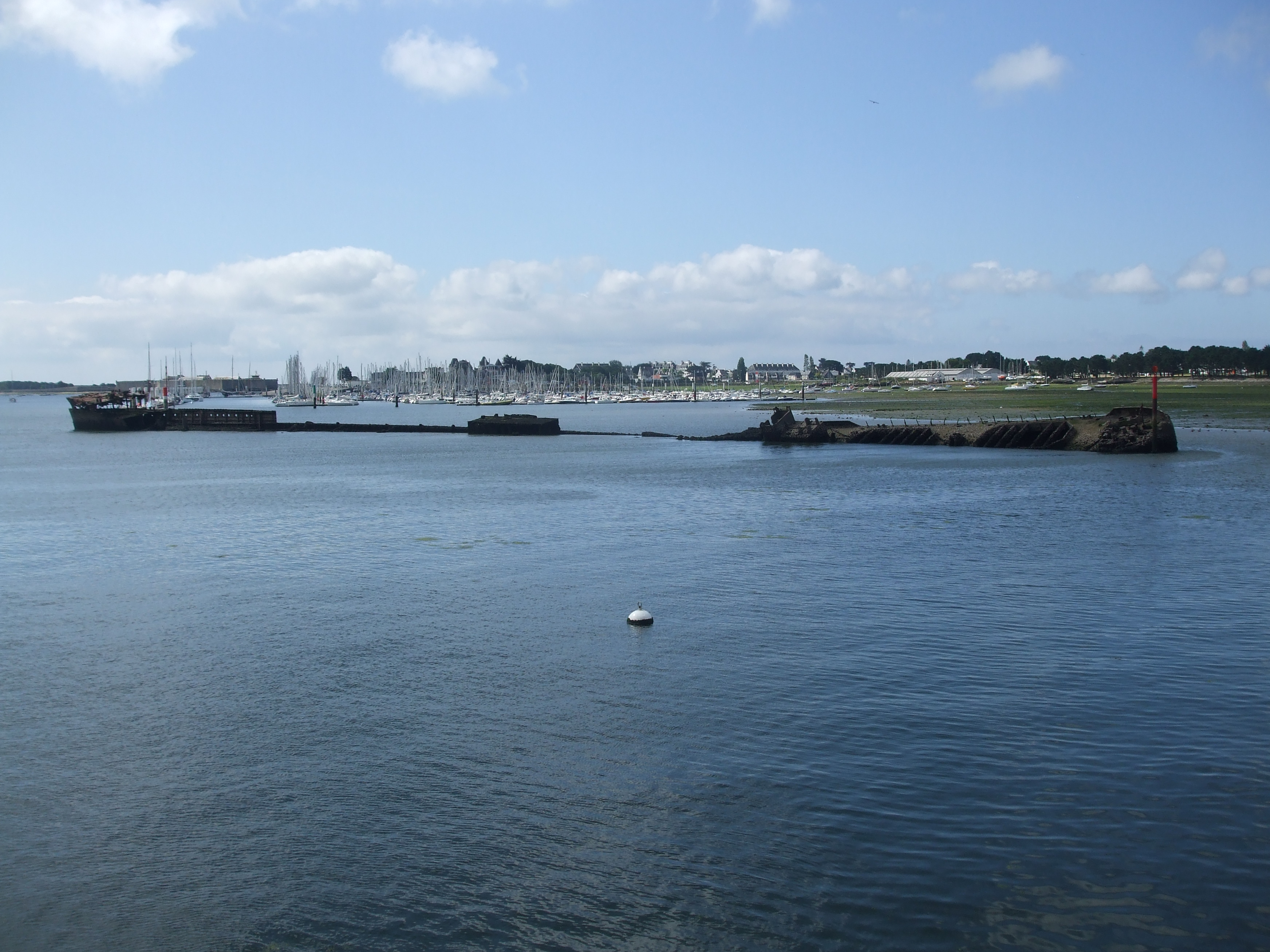
Vrak francouzského křižníku Strasbourg (ex Regensburg) v Lorientu

Třída Graudenz se od předchozí třídy lišila pouze třemi komíny. Výzbroj představovalo dvanáct 105mm kanónů, pro německé lehké křižníky té doby obvyklé ráže. Kanóny byly lafetovány po jednom. Dále nesly dva 500mm torpédomety a až 120 min. Boky kryl 18–60mm silný pancéřový pás, pancéřová paluba měla sílu 20–60 mm, štíty děl 50 mm a velitelská věž 100 mm. Pohonný systém tvořilo dvanáct kotlů Marine a dvě parní turbíny Marine o výkonu 26 000 hp, pohánějící dva lodní šrouby. Nejvyšší rychlost dosahovala 27,5 uzlu. Dosah byl 5500 námořních mil při rychlosti 12 uzlů.

### Modifikace
Za války byla výzbroj obou křinžíků zesílena. Od roku 1915 Graudenz nesl sedm 150mm kanónů, dva protiletadlové 88mm kanóny, čtyři 500mm torpédomety a až 120 min. Roku 1917 byl stejně přezbrojen i Regensburg.

## Osudy
Graudenz se 24. ledna 1915 účastnil bitvy u Dogger Banku. Regensburg bojoval v bitvě z Jutska. Obě lodi válku přečkaly a byly předány vítězům jako součást reparací. Graudenz získala Itálie a přejmenovala ho na Ancona. Křižník byl sešrotován v roce 1938. Regensburg byl předán Francii. Francouzské námořnictvo ho provozovalo pod názvem Strasbourg. Křižník se v roce 1928 zapojil do pátrání po posádce ztroskotané vzducholodi Italia. Sešrotován byl v roce 1944.